# Eupithecia nabagulensis
Eupithecia nabagulensis là một loài bướm đêm trong họ Geometridae.